# Georg Heinrici

Georg Heinrici, um 1900

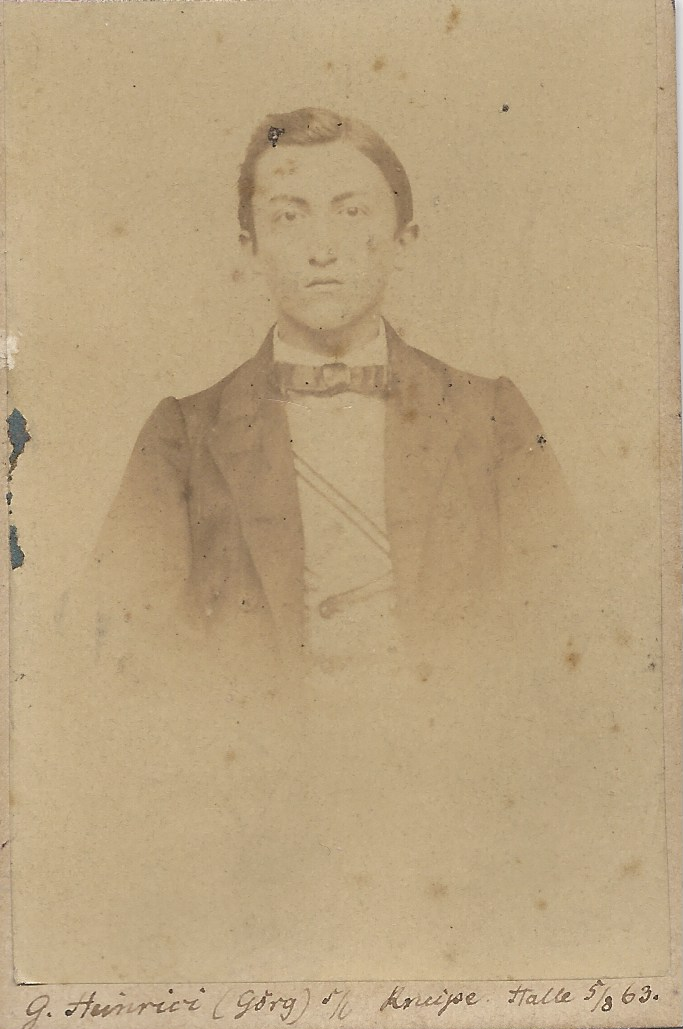
Georg Heinrici als Student um 1863

Carl Friedrich Georg Heinrici (* 14. März 1844 in Karkeln, Ostpreußen; † 29. September 1915 in Leipzig) war ein deutscher evangelischer Theologe (Neutestamentler).

## Leben
Georg Heinrici wurde als ältestes der elf Kinder des späteren Konsistorialrates und Superintendenten in Gumbinnen August Heinrici (1812–1881) und dessen erster Frau Ida geb. Kempfer (1822–1867) geboren. Nachdem er die Königliche Litthauische Provinzialschule in Tilsit und die Friedrichsschule Gumbinnen durchlaufen hatte, absolvierte er ab 1862 ein Studium der Philosophie an der Friedrichs-Universität Halle. 1863 wurde er im Corps Neoborussia Halle recipiert. 1866 wurde er zum Dr. phil. promoviert. Anschließend studierte er an der Friedrich-Wilhelms-Universität zu Berlin Evangelische Theologie. Einer seiner Lehrer war August Twesten. 1868 erhielt er den akademischen Grad eines Lizentiaten der Theologie. 1869 wurde er Hilfsprediger am Berliner Dom und 1870 Inspektor des Domkandidatenstifts.
Er habilitierte sich 1871 in Berlin und war als Privatdozent für neutestamentliche Exegese tätig. Seit 1873 Extraordinarius an der Philipps-Universität Marburg, wurde er im Folgejahr ordentlicher Professor. 1875 wurde er auch zum D. theol. promoviert. Seit 1881 war er in Marburg Konsistorialrat und in Kassel Mitglied des Gesamtkonsistoriums. 1884/85 war er Rektor der Philipps-Universität. 1892 wechselte als Ordinarius an die Theologische Fakultät der Universität Leipzig, deren Rektor er 1911/12 war. Für die akademischen Jahre 1894/95, 1899/1900 und 1905/06 wurde er zum Dekan seiner Fakultät gewählt. 1909 wurde er als ordentliches Mitglied in die Sächsische Akademie der Wissenschaften aufgenommen.
Heinrici befasste sich vor allem mit dem Urchristentum in seinem historischen Umfeld, dem Hellenismus, und untersuchte die frühen Gemeindeverfassungen. Ein weiterer Forschungsschwerpunkt waren die Paulusbriefe. In seiner Marburger Zeit trug dies Heinrici folgenden Spottvers aus der Studentenschaft ein: „Heinrici erklärt den Römerbrief, / bisweilen richtig, bisweilen schief. / Die Römer sind schlimm dran gewesen: / Sie mussten den Brief ohne Heinrici lesen.“

## Familie
Heinrici war zweimal verheiratet. Seine erste Ehe schloss er 1873 in Berlin mit Ellen Wilkinson (1855–1881), Tochter des Georg B. Wilkinson und dessen Frau Lucie, Tochter des Theologieprofessors August Twesten. Zehn Jahre nach dem Tod seiner ersten Frau heiratete er Paula Eck, Tochter des Staatssekretärs Paul Eck (1822–1889) und der Malwine von Wissmann, einer Schwester von Gustav von Wissmann. Aus diesen Ehen stammen:
- Dorothea Wiedeburg (* 3. April 1874)
- Carl (* 21. Mai 1876; † 1944)
- Maria Geißler (* 4. Juni 1879; † 1959)
- Ernst (* 15. April 1881; † (im Lazarett) 1919)
- Ellen (* 25. September 1891; † 1958)
- Paul (* 28. März 1900; † (gefallen) 1918)

## Veröffentlichungen
- Die Valentinianische Gnosis und die heilige Schrift. Eine Studie. Berlin 1871.
- Die Sünde nach Wesen und Ursprung. 1876.
- Die Christusgemeinde Korinths und die religiösen Genossenschaften der Griechen. In: Zeitschrift für wissenschaftliche Theologie. (ZWTh) Jg. 19, 1876, S. 465–526.
- Das Christentum nach griechisch-römischen Ansichten. 1879.
- Das erste Sendschreiben des Apostels Paulus an die Korinthier. Berlin 1880.
- Wesen und Aufgabe der theologischen Fakultäten. 1885.
- Das zweite Sendschreiben des Apostels Paulus an die Korinthier. 1887.
- Der jetzige Stand der Forschungen über die paulinischen Briefe. 1887.
- D. August Twesten nach Tagebüchern und Briefen. Berlin 1889.
- Schriftforschung und Schriftautorität. 1890.
- Die urchristlichen Überlieferungen und das Neue Testament. 1892.
- Theologische Enzyklopädie. 1893.
- Das Urchristentum in der Kirchengeschichte des Eusebius. 1894.
- Beiträge zur Geschichte und Erklärung des Neuen Testaments. 5 Bände, 1894–1908.
- Der zweite Brief an die Korinther, mit einem Anhang: Zum Hellenismus des Paulus. Göttingen 1900.
- Dürfen wir noch Christen bleiben? Kritische Betrachtungen zur Theologie der Gegenwart. 1901.
- Das Urchristentum. Göttingen 1902.
- Theologie und Religionswissenschaften. 1902.
- Ist die Lebenslehre Jesu zeitgemäß? 1904.
- Des Petrus von Laodicea Erklärung des Matthäusevangeliums. 1908.
- Der litterarische Charakter der neutestamentlichen Schriften. Leipzig 1908.
- Hellenismus und Christentum. 1910.
- Die Eigenart des Christentums. 1911.
- Paulinische Probleme, erörtert. 1914.
- Die Hermesmystik und das Neue Testament. hrsg. und eingeleitet von Ernst von Dobschütz, 1918 (XIX-XXII: Bibliogr.; VII-XVII: über Henrici).